# Grzegorz Rozenberg
Grzegorz Rozenberg (ur. 14 marca 1942 w Warszawie) – polski specjalista w dziedzinie matematyki i informatyki teoretycznej, naukowiec, wykładowca, laureat tytułu doktora honoris causa uniwersytetów europejskich, w tym Politechniki Warszawskiej w 2015 r.

## Życiorys
W 1965 roku ukończył studia na Wydziale Elektroniki Politechniki Warszawskiej, następnie pomimo wykształcenia technicznego przyjął propozycję pracy w Instytucie Matematycznym Polskiej Akademii Nauk. W tym samym roku zorganizował seminarium teorii automatów i lingwistyki matematycznej, które przyciągnęło grono młodych adeptów, entuzjastów dopiero rozwijającej się w kraju dyscypliny naukowej, jaką była informatyka teoretyczna. W 1968 roku obronił pracę doktorską na temat teorii automatów i języków formalnych. Rok później wyemigrował do Holandii, gdzie rozpoczął pracę na Uniwersytecie w Utrechcie, równocześnie w 1970 roku podjął pracę w Uniwersytet Stanu Nowy Jork w Buffalo. W niedługim też czasie otrzymał z rąk królowej Belgii stanowisko profesora na Uniwersytecie w Antwerpii. W 1978 roku zaproszono go do wygłoszenia wykładu plenarnego na Światowym Kongresie Matematyki w Helsinkach.
Od 1979 roku sprawuje funkcję profesora na Wydziale Informatyki Uniwersytetu w Lejdzie w Holandii, równocześnie jest profesorem wizytującym na Wydziale Informatyki University of Colorado w Boulder. Kieruje działem Informatyki Teoretycznej w Leiden Institute of Advanced Computer Sciences, a także piastuje stanowisko dyrektora naukowego w Leiden Center for Natural Computing. Profesor Rozenberg utrzymuje ścisłe kontakty z polskimi uczelniami oraz z Instytutem Podstaw Informatyki PAN.
W 2013 roku na zaproszenie Wydziałów Elektroniki i Technik Informacyjnych oraz Matematyki i Nauk Informatycznych Politechniki Warszawskiej przyjechał do Polski z cyklem wykładów na temat obliczeń naturalnych i modeli działania żywych komórek oraz związków tych modeli z teorią obliczeń.
Jest specjalistą w zakresie matematyki i informatyki teoretycznej – począwszy od teorii automatów i lingwistyki matematycznej, poprzez gramatyki i języki Lindenmayera, teorię współbieżności i sieci Petriego wysokiego rzędu, gramatyki grafowe, do obliczeń molekularnych DNA i modeli obliczeń dla procesów chemicznych, czy też ich uogólnień w formie obliczeń naturalnych.

## Stanowiska
- pracownik Instytutu Matematycznego Polskiej Akademii Nauk
- 1969 – pracownik Uniwersytetu w Utrechcie
- 1970 – pracownik w State University of New York at Bufallo
- profesor Uniwersytetu w Antwerpii
- 1979 – profesor Wydziału Informatyki Leiden University w Holandii
- profesor wizytujący na Wydziale Informatyki University of Colorado at Boulder
- przewodniczący Komitetu Nagrody im. Gödla
- kierownik grupy Informatyki Teoretycznej w Leiden Institute of Advanced Computer Sciences
- dyrektor naukowy w Leiden Center for Natural Computing

## Członkostwa
- Członek Zagraniczny Fińskiej Akademii Nauk
- Członek Akademii Europejskiej (Academia Europaea)
- Członek Honorowy fundacji World Innovation Foundation
- Członek Honorowy redakcji czasopisma Fundamenta Informaticae

## Nagrody, wyróżnienia, odznaczenia
- Doktor honoris causa uczelni europejskich:
  - Uniwersytetu Bolońskiego we Włoszech
  - Uniwersytetu w Turku w Finlandii
  - Berlińskiego Uniwersytetu Technicznego w Niemczech
  - Åbo Akademi (Szwedzkiego Uniwersytetu z siedzibą w Turku w Finlandii)
  - Politechniki Warszawskiej[1].
- Nagrody:
  - “The Distinguished Achievements Award of the European Association for Theoretical Computer Science „w uznaniu wybitnego wkladu w rozwój informatyki teoretycznej”, przyznawana przez stowarzyszenie naukowe European Association for Theoretical Computer Science (2003),
  - „Rozenberg Tulip Award”, przyznawana przez International Society for Nanoscale Science, Computation, and Engineering za wybitne osiągnięcia w dziedzinie obliczeń biomolekularnych i programowania molekularnego, nazwana została na cześć Grzegorza Rozenberga.

## Publikacje
Jest autorem sześciu monografii, redaktorem lub współredaktorem ponad 100 książek, autorem ponad 500 artykułów, z których prawie wszystkie zostały opublikowane w czołowych, prestiżowych czasopismach znajdujących się na liście filadelfijskiej. Jest również redaktorem lub współredaktorem ponad dwudziestu najbardziej liczących się czasopism z dziedziny informatyki teoretycznej oraz kilku serii książek wydawnictwa Springer.
Zadedykowano mu specjalne wydania książek i czasopisma: m.in.
- W. Brauer, H. Ehrig, J. Karhumaki, A. Salomaa (Eds.), Formal and Natural Computing. Essays Dedicated to G. Rozenberg, Springer-Verlag, 2002, 430 stron
- A. Condon, D. Harel, J. N. Kok, A. Salomaa, E. Winfree (Eds.), Algorithmic Bioprocesses. Festschrift Celebrating the 65th Birthday of Grzegorz Rozenberg, Natural Computing Series, Springer-Verlag, 2009, 742 strony
- G. Ausiello, H. J. Hoogeboom, J. Karhumaki, 1. Petre, A. Salomaa (Eds.), Magic in Science. Celebrating the 70th Birthday of Grzegorz Rozenberg, Special Issue of Theoretical Computer Science. 429. Elsevier, 2012, 304 strony